# Shelby (Oceana County, Michigan)
Shelby is een plaats (civil township) in de Amerikaanse staat Michigan, en valt bestuurlijk gezien onder Oceana County.

## Demografie
Bij de volkstelling in 2000 werd het aantal inwoners vastgesteld op 1914.
In 2006 is het aantal inwoners door het United States Census Bureau geschat op 1971, een stijging van 57 (3,0%).

## Geografie
Volgens het United States Census Bureau beslaat de plaats een oppervlakte van
4,5 km², geheel bestaande uit land. Shelby ligt op ongeveer 214 m boven zeeniveau.

## Plaatsen in de nabije omgeving
De onderstaande figuur toont nabijgelegen plaatsen in een straal van 24 km rond Shelby.